# ロイ・D・チェイピン

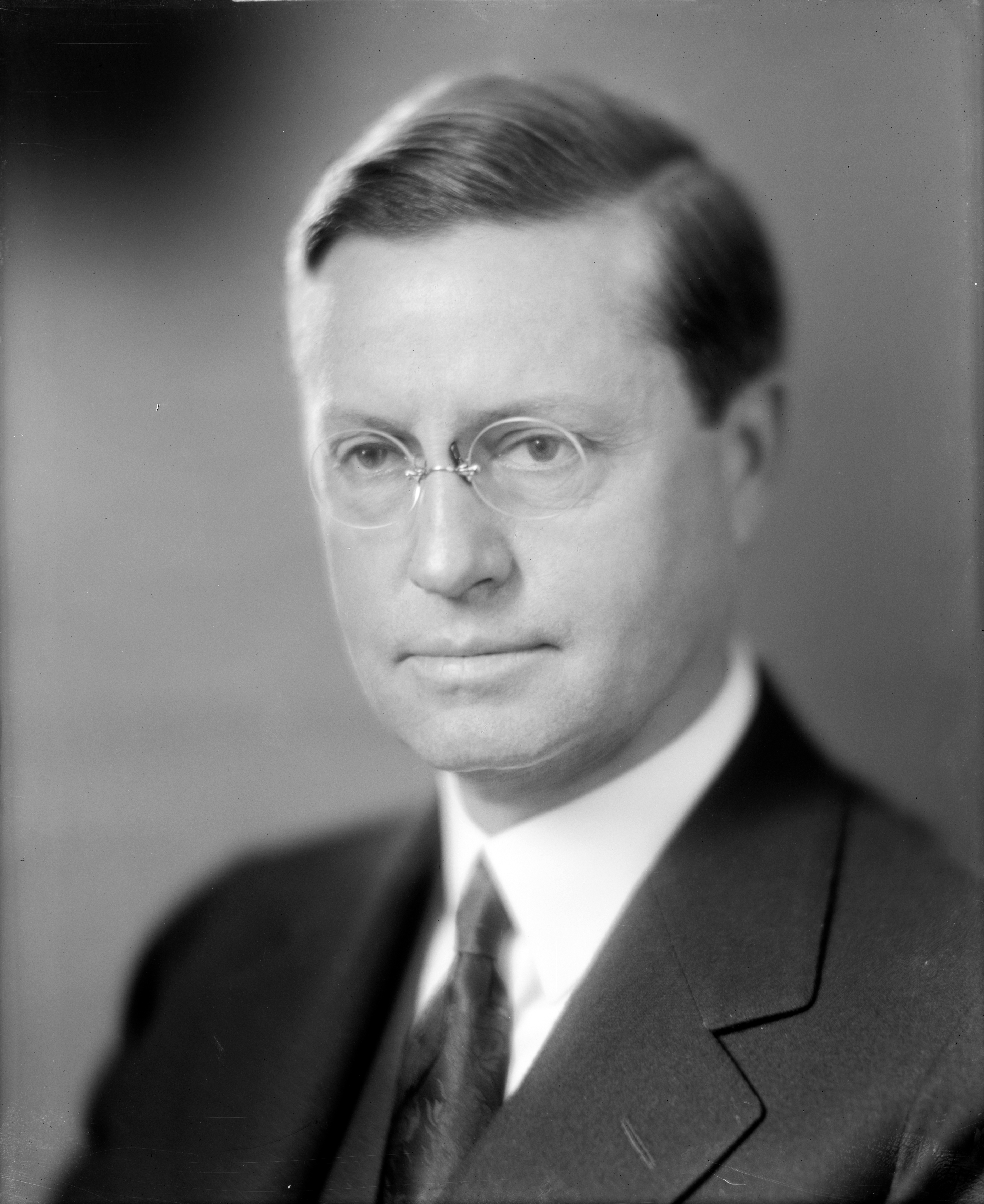
ロイ・D・チェイピン

ロイ・ダイクマン・チェイピン（Roy Dikeman Chapin, 1880年2月23日 - 1936年2月10日）は、アメリカ合衆国の実業家、自動車製作者。1932年8月8日から1933年3月3日までハーバート・フーバー政権の第2次顧問団で商務長官を務めた。
チェイピンは1880年にミシガン州ランシングに生まれ、ミシガン大学で学んだ。1914年にInez Tiedemanと結婚した。二人は子供六人を儲けた。一人息子のロイ・D・チェイピン・ジュニアもハドソン・モーター・カー・カンパニーでキャリアを積み、アメリカン・モーターズを率いた。

## 実業家
チェイピンは事業家と技術者をまとめ、1908年にハドソン・モーター・カー・カンパニーを創設した。会社名はデトロイトの商売人でハドソン社設立時に資金提供しハドソン社大株主となったジョゼフ・L・ハドソンから名づけた。
チェイピンは1918年のハドソン子会社エセックス・モーターズ・カンパニー設立にも関与した。エセックスは1922年に低価格で閉囲型（エンクローズド）の量産自動車を初めて開発したことで知られている。低価格閉囲型の「エセックスコーチ」シリーズ(Essex Coach line)が人気となった。これにより購入者の嗜好が変化し、米国自動車業界がオープンツーリングカーから全天候型乗用車へと舵を切るきっかけとなった。
チェイピンは事業に加え、パッカードのヘンリー・B・ジョイとともにリンカーンハイウェイ建設の先頭に立った。チェイピンは道路の設計と建造を専門的におこなうことが自動車産業を成長させるための最高の方法と考えた。しかも、現代的なこの道路システムはアメリカが国家として長期に力を維持するための方策となるとも考えていた。

## 政治活動

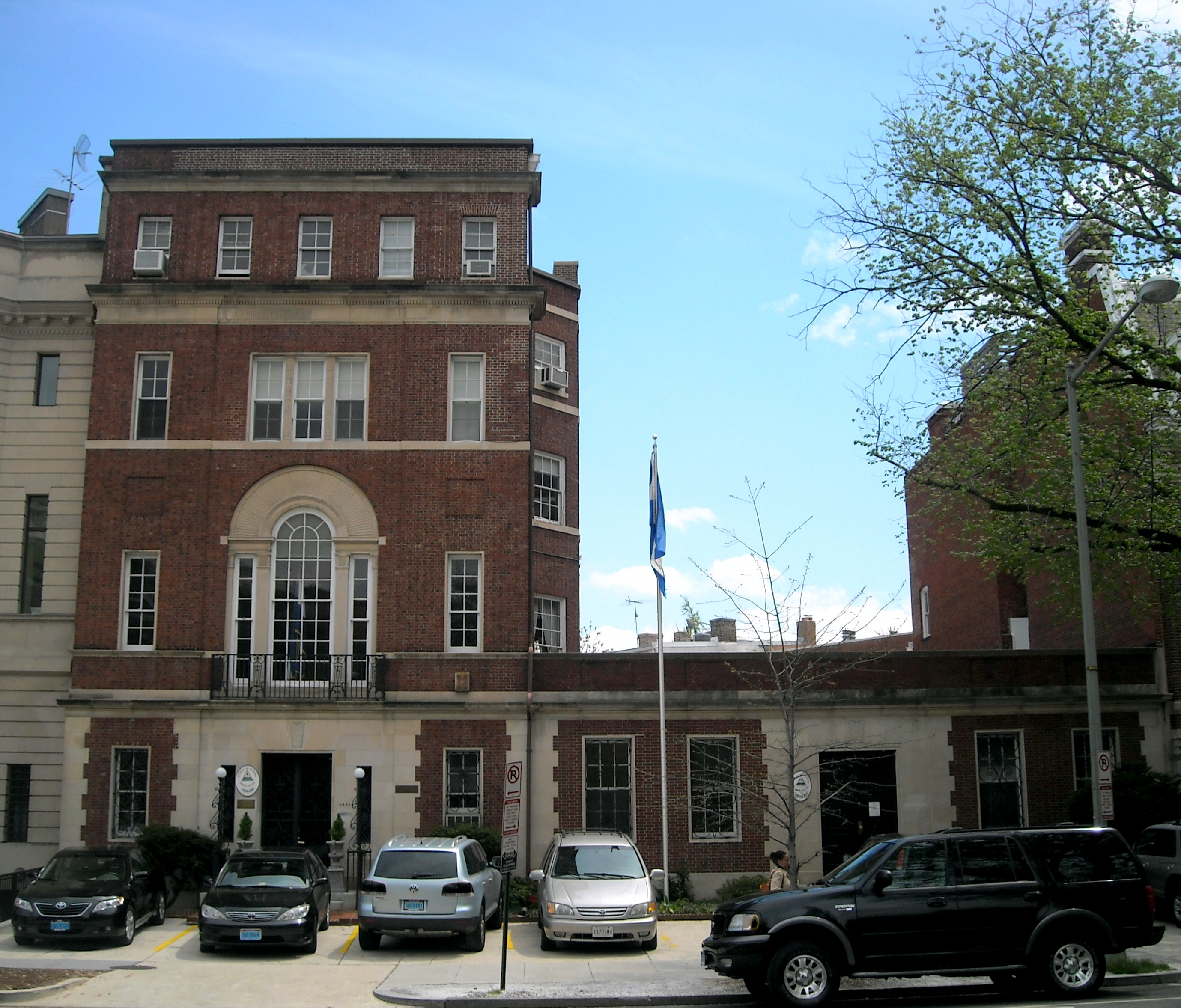
ロイ・D・チェイピンの旧住宅（ワシントンD.C.）

ハドソンを高利潤の米国自動車メーカーとした後、チェイピンは1932年に請われてフーバー政権に参画し、ハドソンを離れた。
商務長官の任期中、チェイピンはデトロイトのガーディアン・トラスト・カンパニー救済でヘンリー・フォードの理解を得ることに失敗した。フォードの救済拒否の結果、ミシガン・バンク・ホリデーが実施された。これはルーズベルト政権が1933年に実施した全国バンクホリデーに先立つものだった。

## 死と後継
チェイピンは1933年3月にハドソンに復帰した。人生の最後の3年間をハドソンが世界恐慌から脱却することに費やした。1936年にデトロイトで亡くなった。ハドソンはA.E. Baritが引き継いだ。チェイピンはデトロイトのウッドローン墓地に埋葬されている。
1954年にハドソン社はナッシュ＝ケルビネーターに友好的に買収され、アメリカン・モーターズ・コーポレーション(American Motors Corporation)となった。1980年代半ばにクライスラーに買収された。チェイピンの息子であるロイ・D・チェイピン・ジュニアはアメリカンモーターズ会長兼CEOを務め、1970年のカイザー＝ジープ・コーポレーション買収をおこなった。
チェイピンは1972年に米国自動車殿堂入りしている。